# تشرين الأول
تِشْرِين الأول هو الشهر العاشر (10) من شهور السنة الميلادية حسب الأسماء السريانية المستعملة في المشرق العربي. يقابله في التسمية الغربية شهر أكتوبر، ومعنى تشرين، وجمعُهُ «تَشارين».

## تشرين الأول عند العرب
قال الأَزهري: العرب تقول: السنة أَربعة أَزمان، ولكل زمن منها ثلاثة أَشهر، وهي فصول السنة: منها فصل الصيف وهو فصلُ ربيع الكَلإِ آذارُ ونَيْسانُ وأَيّارُ، ثم بعده فصل القيظ حَزِيرانُ وتَموزُ وآب، ثم بعده فصل الخريف أَيْلُولُ وتَشْرِين وتَشْرين، ثم بعده فصل الشتاء كانُونُ وكانونُ وسُباطُ.

## في الأمثال
ارتبط تِـشْرِين الأول بالتراث والحكايات الشعبية والأمثال في المشرق العربي. من الأمثال الشهيرة المتداولة حول تشرين الأول:
- في تشرين ينتهي العنب والتين
- خيار تشريني شمني وأرميني
- برد تشرين يقطع المصارين
- إللي ما ارتوى من حليب إمه يرتوي من مية تشرين
- في آخر تشرين ودع العنب والتين
- ما في أنقى من قمر تشرين ، ولا أعتم من غيم كانون

كما ارتبط اسم تشرين بأحداث أخرى مثل:
- حرب تشرين
- الاحتجاجات العراقية 2019-20

## في الزراعة
يستعمل مصطلح العروة التِّشْرينية للدلالة على موسم قطاف المحصول.